# Homebush Women's International at Sydney Olympic Park
L'Homebush Women's International at Sydney Olympic Park è un torneo professionistico di tennis giocato su campi in cemento. Fa parte dell'ITF Women's Circuit. Si gioca annualmente a Sydney in Australia.

## Albo d'oro

### Singolare
| Anno | Campionessa    | Finalista       | Punteggio        |
| ---- | -------------- | --------------- | ---------------- |
| 2010 | Jarmila Groth  | Yurika Sema     | 6–3, 6–3         |
| 2011 | Yurika Sema    | Rika Fujiwara   | 6–4, 5–7, 7–6(2) |
| 2012 | Ashleigh Barty | Olivia Rogowska | 6–1, 6–3         |

### Doppio
| Anno | Campionesse                     | Finaliste                      | Punteggio           |
| ---- | ------------------------------- | ------------------------------ | ------------------- |
| 2010 | Casey Dellacqua Jessica Moore   | Sophie Ferguson Trudi Musgrave | per walkover        |
| 2011 | Casey Dellacqua Olivia Rogowska | Rika Fujiwara Kumiko Iijima    | 3–6, 7–6(3), [10–4] |
| 2012 | Arina Rodionova Melanie South   | Duan Yingying Han Xinyun       | 3–6, 6–3, [10–8]    |